# Западный военный округ (Россия)
За́падный вое́нный о́круг — военно-административная единица Вооружённых сил России (оперативно-стратегическое объединение), существовавшая с 2010 по 2023 год на северо-западе страны, предназначавшаяся для защиты западной части Российской Федерации. Штаб находился в Санкт-Петербурге.
Был образован указом Президента Российской Федерации от 20 сентября 2010 года № 1144. Являлся правопреемником Ленинградского и Московского военных округов. 22 августа — день празднования годовщины объединения. Западному военному округу был передан орден Ленина, которым был награждён Ленинградский военный округ. 
В 2024 году военный округ был расформирован — на его территории были вновь сформированы Ленинградский и Московский военные округа.

## История

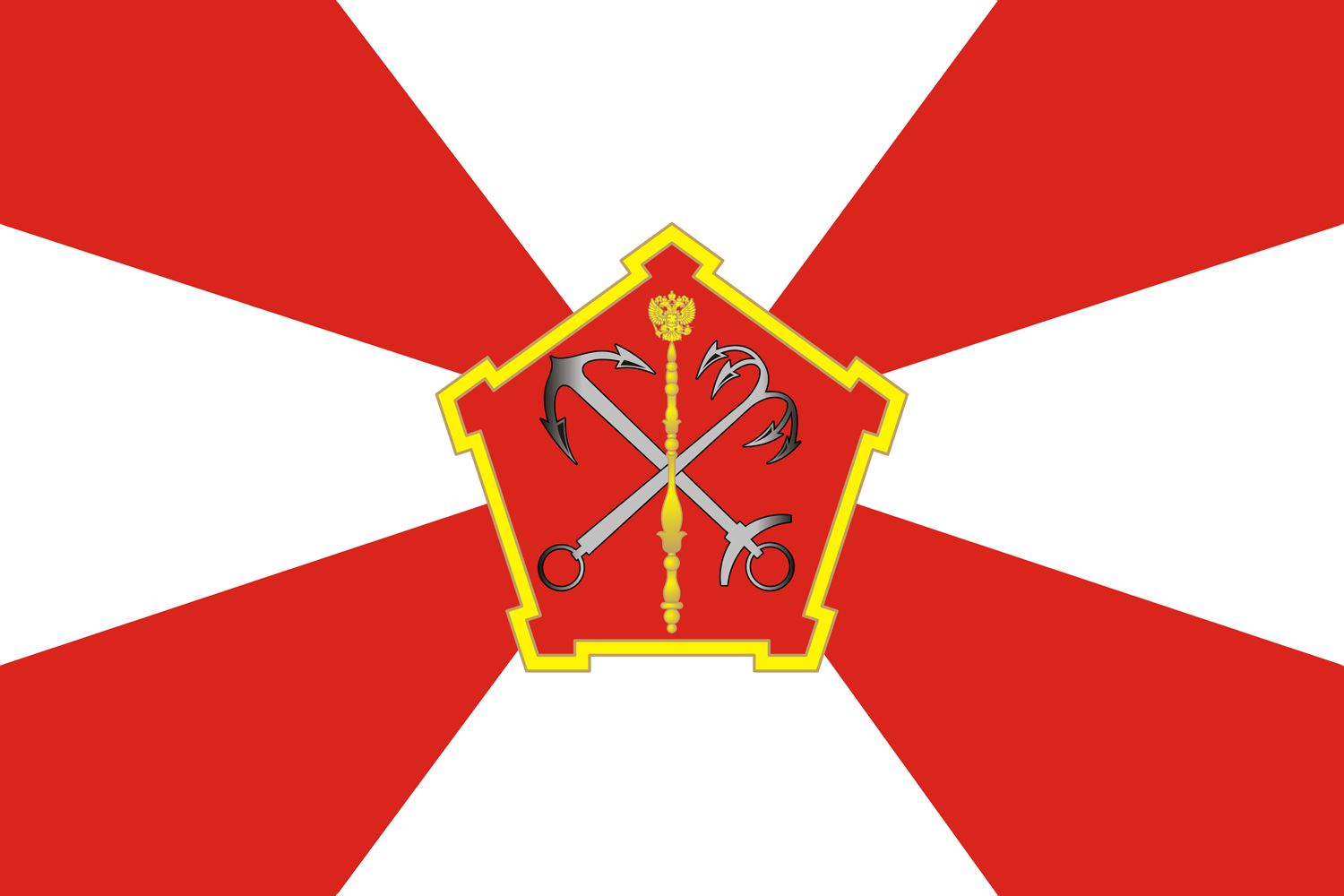
Флаг (знамя?)[уточнить] Западного военного округа
Территория Западного военного округа

Западный военный округ (ЗВО) образован в ходе военной реформы 2008—2010 годов на базе двух военных округов — ордена Ленина Московского и ордена Ленина Ленинградского. Первоначально в состав ЗВО вошли Краснознамённый Северный и дважды Краснознамённый Балтийский флоты и 1-е Ленинградское Краснознамённое командование ВВС и ПВО.
В настоящее время войска и силы ЗВО дислоцируются в административных границах трех федеральных округов (Северо-Западного, Центрального и части Приволжского) на территории следующих субъектов Российской Федерации: Республика Карелия, Белгородская, Брянская, Владимирская, Вологодская, Воронежская, Ивановская, Калининградская, Калужская, Костромская, Курская, Ленинградская, Липецкая, Московская, Нижегородская, Новгородская, Орловская, Псковская, Рязанская, Смоленская, Тамбовская, Тверская, Тульская, Ярославская область, г. Москва, Санкт-Петербург.
Западный военный округ — самый первый округ, сформированный в новой системе военно-административного деления Российской Федерации.
Командующему войсками ЗВО подчинены все дислоцированные на территории округа воинские формирования видов и родов войск ВС России, за исключением Ракетных войск стратегического назначения и Воздушно-космических сил. Кроме того, в его оперативном подчинении находятся воинские формирования Федеральной службы войск национальной гвардии, Пограничной службы ФСБ России, а также части МЧС России и других министерств и ведомств Российской Федерации, выполняющие задачи на территории округа.
В декабре 2014 года Северный флот был выведен из состава Западного военного округа в связи с созданием на его основе Объединённого стратегического командования «Север».
В 2016 году в составе ЗВО был вновь развёрнут штаб 1-й гвардейской танковой Краснознамённой армии. Сформированы 144-я гвардейская мотострелковая дивизия с дислокацией в городах Ельня и Клинцы, 3-я мотострелковая дивизия в районе городов Валуйки и Богучар.
22 февраля 2018 года в Национальном центре управления обороной Российской Федерации Западному военному округу вручено знамя как символ чести, доблести и ратной славы.
На начальном этапе вторжения на Украину из войск округа была сформирована группировка войск (сил) «Запад».

## Состав, численность и организация войск

### Сухопутные войска / ВДВ / Береговые войска
- соединения и части окружного подчинения:[8]
  - Оперативная группа российских войск в Приднестровском регионе Республики Молдова (г. Тирасполь, ПМР/Молдавия)
  - 45-я артиллерийская Свирская ордена Богдана Хмельницкого бригада большой мощности, в/ч 31969 (г. Тамбов)
  - 79-я гвардейская реактивная артиллерийская Новозыбковская Краснознамённая, орденов Суворова и Александра Невского бригада, в/ч 53956 (г. Тверь)
  - 202-я зенитная ракетная бригада, в/ч 43034 (г. Наро-Фоминск)
  - 1-я гвардейская инженерно-сапёрная Брестско-Берлинская Краснознамённая, орденов Суворова и Кутузова бригада, в/ч 11105 (г. Муром)
  - 45-я отдельная гвардейская инженерная Берлинская орденов Кутузова, Богдана Хмельницкого, Александра Невского и Красной Звезды бригада[9], в/ч 11361 (Нахабино)
  - 28-я гвардейская понтонно-мостовая бригада, в/ч 45445 (г. Муром)
  - 15-я отдельная бригада радиоэлектронной борьбы, в/ч 71615 (п. Строитель, г. Тамбов)
  - 16-я отдельная бригада радиоэлектронной борьбы, в/ч 64055 (п. Маршала Жукова)
  - 27-я отдельная бригада радиационной, химической и биологической защиты, в/ч 11262 (г. Курск)
  - 29-я отдельная железнодорожная Варшавская орденов Кутузова и Красной Звезды бригада, в/ч 33149 (г. Смоленск)
  - 34-я отдельная железнодорожная бригада, в/ч 01855(г. Рыбное)
  - 38-я отдельная железнодорожная бригада, в/ч 83497 (г. Ярославль)
  - 69-я отдельная бригада материально-технического обеспечения, в/ч 11385 (г. Дзержинск)
  - 51-я отдельная бригада материально-технического обеспечения, в/ч 72152 (г. Красное Село)
  - 152-я отдельная бригада материально-технического обеспечения (г. Лиски)[10]
  - 1-я Севастопольская Краснознамённая, орденов Александра Невского и Красной Звезды бригада управления имени 50-летия ВЛКСМ, в/ч 55338 (г. Сертолово)
  - 132-я Констанцская бригада связи (территориальная) (п. Агалатово)
  - 82-я отдельная радиотехническая Варшавская Краснознамённая, ордена Александра Невского бригада особого назначения, в/ч 48886 г. Вязьма[11]
  - 45-й инженерно-маскировочный полк, в/ч 58142 (с. Николо-Урюпино)
  - 1-й отдельный стрелковый Семёновский полк, в/ч 75384 (ул. Большая Серпуховская, г. Москва)
  - 154-й отдельный комендантский Преображенский полк, в/ч 01904 (военный городок «Лефортово», г. Москва)
  - 5-й ремонтно-восстановительный полк, в/ч 63661 (г. Зарайск)
  - 100-й отдельный полк обеспечения (п. Калининец, Московская обл.)
  - 630-й отдельный батальон обеспечения (пунктов управления Западного военного округа) (ул. Маршала Блюхера, Санкт-Петербург)
  - 90-й отдельный специальный поисковый батальон (пгт Мга, Ленинградская обл.)[12]
  - 1060-й Краснознамённый центр (материально-технического обеспечения, Западного военного округа) (Пушкин)
  - Учебный центр управления (г. Сертолово)
  - 56-й гвардейский окружной учебный Красносельский ордена Ленина, Краснознамённый, орденов Суворова и Богдана Хмельницкого центр подготовки младших специалистов (мотострелковых войск), в/ч 71717 (п. Сертолово-2)
  - 467-й гвардейский окружной учебный Московско-Тартуский Краснознамённый центр подготовки младших специалистов (танковых войск) (г. Ковров)
  - 210-й гвардейский межвидовый региональный учебный Ковельский Краснознамённый центр (инженерных войск) (г. Кстово)
  - 333-й центр боевой подготовки Сухопутных войск, Воздушно-десантных войск и Береговых войск Военно-морского флота (Гороховецкий артиллерийский полигон)
  - 1084-й межвидовый центр подготовки и боевого применения войск РЭБ (г. Тамбов)
- 1-я гвардейская танковая Краснознамённая армия (г. Одинцово, Московская обл.)[13][14]
  - 4-я гвардейская танковая Кантемировская ордена Ленина, Краснознамённая дивизия имени Ю. В. Андропова (г. Наро-Фоминск).
  - 47-я танковая Ченстоховская Краснознамённая, ордена Кутузова дивизия (п. Мулино)
  - 2-я гвардейская мотострелковая Таманская ордена Октябрьской Революции, Краснознамённая, ордена Суворова дивизия имени М. И. Калинина, в/ч 23626 (п. Калининец).
  - 27-я отдельная гвардейская мотострелковая Севастопольская Краснознамённая бригада имени 60-летия СССР (п. Мосрентген)
  - 288-я гвардейская артиллерийская Варшавская Краснознамённая, ордена Кутузова бригада (п. Мулино)
  - 112-я гвардейская ракетная Новороссийская ордена Ленина, дважды Краснознамённая, орденов Суворова, Кутузова, Богдана Хмельницкого и Александра Невского бригада (г. Шуя)
  - 49-я зенитная ракетная бригада (п. Красный Бор)
  - 60-я бригада управления, в/ч 76736 (п. Селятино и п. Баковка)
  - 96-я отдельная разведывательная бригада (г. Нижний Новгород, Сормовский район)
  - 6-й инженерно-сапёрный полк (Ростов Великий)
  - 20-й полк радиационной, химической и биологической защиты (п. Центральный)
- 6-я общевойсковая Краснознамённая армия (Санкт-Петербург):
  - 138-я отдельная гвардейская мотострелковая Красносельская ордена Ленина, Краснознамённая бригада (п. Каменка, Ленинградская обл.)
  - 25-я отдельная гвардейская мотострелковая Севастопольская Краснознамённая бригада имени Латышских стрелков (г. Луга)
  - 9-я гвардейская артиллерийская Келецко-Берлинская орденов Кутузова, Богдана Хмельницкого, Александра Невского и Красной Звезды бригада (г. Луга)
  - 26-я ракетная Неманская Краснознамённая, орденов Суворова, Кутузова и Александра Невского бригада (г. Луга)
  - 5-я зенитная ракетная бригада (г. Ломоносов, Санкт-Петербург)
  - 95-я отдельная Ленинградская Краснознамённая бригада управления имени 50-летия образования СССР (п. Горелово, Санкт-Петербург)
  - 6-й отдельный полк радиационной, химической и биологической защиты (п. Сапёрное)
  - 30-й инженерно-сапёрный полк (д. Керро)
- 20-я гвардейская общевойсковая Краснознамённая армия (г. Воронеж):
  - 3-я мотострелковая Висленская Краснознамённая, орденов Суворова и Кутузова дивизия (г. Богучар, г. Валуйки)
  - 144-я гвардейская мотострелковая Ельнинская Краснознамённая, ордена Суворова дивизия (г. Ельня, г. Клинцы)
  - 236-я артиллерийская бригада (г. Коломна)
  - 448-я ракетная бригада имени С. П. Непобедимого (г. Курск)
  - 53-я зенитная ракетная Берлинская бригада (г. Курск)
  - 9-я гвардейская Львовско-Берлинская орденов Богдана Хмельницкого, Александра Невского и Красной Звезды бригада управления (г. Воронеж)
  - 16-й инженерно-сапёрный полк (г. Богучар)
  - 24-й отдельный батальон РЭБ;

Воздушно-десантные войска
- 76-я гвардейская десантно-штурмовая Черниговская Краснознамённая, ордена Суворова дивизия (г. Псков)
- 98-я гвардейская воздушно-десантная Свирская Краснознамённая, ордена Кутузова дивизия имени (г. Иваново)
- 106-я гвардейская воздушно-десантная Тульская Краснознамённая, ордена Кутузова дивизия (г. Тула)
- 45-я отдельная гвардейская орденов Кутузова и Александра Невского бригада специального назначения (г. Кубинка)
- 38-я гвардейская бригада управления (п. Медвежьи Озёра)
- 150-й отдельный ремонтно-восстановительный батальон (г. Орехово-Зуево)

Разведывательные соединения и части
- Командование Сил специальных операций (г. Солнечногорск)
  - Центр подготовки специалистов  (г. Солнечногорск)
  - Центр специального назначения «Сенеж» (г. Солнечногорск)
  - Центр специального назначения (г. Кубинка)
- 2-я отдельная гвардейская бригада специального назначения (п. Черёха)
- 16-я отдельная гвардейская бригада специального назначения (г. Тамбов)
- 146-я отдельная радиотехническая Краснознамённая бригада особого назначения (п. Бугры)
- 82-я отдельная радиотехническая Варшавская Краснознамённая, ордена Александра Невского бригада особого назначения (г. Вязьма)

Береговые войска
- 336-я отдельная гвардейская Белостокская орденов Суворова и Александра Невского бригада морской пехоты Балтийского флота (г. Балтийск)
- 27-я отдельная береговая ракетная бригада (п. Донское)[15]
- 44-я дивизия ПВО:
  - 183-й гвардейский зенитный ракетный Молодечненский ордена Александра Невского полк (г. Гвардейск)
  - 1545-й зенитный ракетный полк (пос. Кругловка)
  - 81-й радиотехнический полк (Переславское)
- 841-й отдельный центр РЭБ (п. Янтарный)
- 742-й гвардейский Оршанский ордена Александра Невского центр связи Балтийского флота (г. Калининград)
- 69-й отдельный гвардейский морской инженерный Могилевский Краснознамённый, ордена Кутузова полк (г. Гвардейск)
- 561-й разведывательный центр разведки Балтийского флота (п. Парусное)
- 299-й учебный центр береговых войск Балтийского флота (г. Гвардейск)
- 313-й отряд специального назначения борьбы с подводными диверсионными силами и средствами Балтийского флота (г. Балтийск)
- 473-й отряд специального назначения борьбы с подводными диверсионными силами и средствами Балтийского флота (г. Кронштадт)[16]
- 11-й армейский корпус (г. Калининград)
  - 18-я гвардейская мотострелковая Инстербургская дважды Краснознамённая, ордена Суворова дивизия (г. Гусев, Советск)
  - 244-я артиллерийская Неманская Краснознамённая, орденов Суворова и Кутузова бригада (г. Калининград);
  - 152-я гвардейская ракетная Брестско-Варшавская ордена Ленина, Краснознамённая, ордена Кутузова бригада (г. Черняховск);
  - 7-й отдельный гвардейский мотострелковый Пролетарский Московско-Минский ордена Ленина, дважды Краснознамённый, орденов Суворова и Кутузова полк (г. Калининград);
  - 22-й отдельный гвардейский зенитный ракетный полк (г. Калининград)
  - 46-й отдельный разведывательный батальон (г. Гусев);

### ВКС / Морская авиация
- 63-й Митавский отдельный узел связи АСУ, в/ч 83069 (аэродром Смоленск-Северный);
- 676-й центр управления дальней авиацией, в/ч 23449 (Владимирской обл., п. Костино);
- 43-й гвардейский Орловский центр боевого применения и переучивания лётного состава дальней авиации, в/ч 41521 (аэродром Дягилево);
- 22-я гвардейская тяжёлая бомбардировочная авиационная Донбасская Краснознамённая дивизия (г. Энгельс);
- 12-я военно-транспортная авиационная Мгинская Краснознамённая дивизия (г. Тверь);
- 334-й Берлинский Краснознаменный военно-транспортный авиационный полк (г. Псков)
- 203-й отдельный гвардейский авиационный Орловский полк самолётов-заправщиков (аэродром Дягилево);
- 11-й учебный центр зенитных ракетных войск (Гатчина-3);
- Государственный испытательный космодром «Плесецк»
- 1-я ордена Ленина армия противовоздушной и противоракетной обороны особого назначения;
  - 4-я дивизия ПВО имени Героя Советского Союза генерал-лейтенанта Б. П. Кирпикова, в/ч 52116 (г. Долгопрудный);
  - 5-я дивизия ПВО, в/ч 52096 (д. Петровское)
  - 9-я дивизия ПРО, в/ч 75555 (пгт Софрино);
  - 590-й отдельный радиотехнический узел загоризонтного обнаружения воздушных целей, в/ч 84680 (Мордовия, п. Ковылкино);
  - отдельный радиотехнический узел загоризонтного обнаружения воздушных целей (г. Зея);
  - 54-й узел связи, в/ч 74129 (г. Москва)
  - 1080-й центр управления
- 6-я Ленинградская Краснознамённая армия ВВС и ПВО;
  - 105-я гвардейская смешанная авиационная Борисовская Померанская дважды Краснознамённая, ордена Суворова дивизия (г. Воронеж);
  - 2-я Краснознамённая дивизия ПВО, в/ч 10953 (п. Хвойный);
  - 333-й радиотехнический полк, в/ч 17646 (п. Хвойный);
  - 32-я дивизия ПВО, в/ч 40963 (г. Ржев);
  - 15-я бригада армейской авиации, в/ч 44440 (аэродром Веретье);
  - 332-й отдельный гвардейский вертолётный полк, в/ч 12633 (аэродром Пушкин);
    - Вертолётная эскадрилья (миротворческая) 332-го отдельного вертолётного полка, в/ч 12633-2 (п. Глебычево);

  - 440-й отдельный вертолётный полк, в/ч 41687 (аэродром Вязьма);
- 15-я армия воздушно-космических сил особого назначения;
  - Главный испытательный космический центр имени Г. С. Титова (ГИКЦ), в/ч 32103 (г. Краснознаменск);
  - Главный центр предупреждения о ракетном нападении (ГЦ ПРН), в/ч 26302 (г. Солнечногорск);
  - Главный центр разведки космической обстановки (ГЦ РКО), в/ч 61437 (д. Дуброво).
- Морская авиация Балтийского флота:
  - 34-я смешанная авиационная дивизия

### ВМФ
- Дважды Краснознамённый Балтийский флот.

### Военная автомобильная инспекция
- 11-я военная автомобильная инспекция (региональная) Западного военного округа:
  - 26-я военная автомобильная инспекция (территориальная, г. Санкт-Петербург) (г. Санкт-петербург);
  - 28-я военная автомобильная инспекция (территориальная, 1 разряда) (г. Псков);
  - 29-я военная автомобильная инспекция (территориальная, 2 разряда) (г. Луга, Ленинградской области);
  - 30-я военная автомобильная инспекция (территориальная, 2 разряда) (г. Петрозаводск);
  - 35-я военная автомобильная инспекция (территориальная, 2 разряда) (г. Вологда);
  - 36-я военная автомобильная инспекция (территориальная, 2 разряда) (г. Великий Новгород);
  - 37-я военная автомобильная инспекция (территориальная, 1 разряда) (п. Власиха, Московской области);
  - 41-я военная автомобильная инспекция (территориальная, 2 разряда) (г. Калуга);
  - 46-я военная автомобильная инспекция (территориальная, 1 разряда) (г. Владимир);
  - 47-я военная автомобильная инспекция (территориальная, 1 разряда) (г. Воронеж);
  - 49-я военная автомобильная инспекция (территориальная, 1 разряда) п. Мулино, Нижегородской области);
  - 56-я военная автомобильная инспекция (территориальная, 2 разряда) (г. Курск);
  - 59-я военная автомобильная инспекция (территориальная, 1 разряда) (г. Тверь);
  - 60-я военная автомобильная инспекция (территориальная, 1 разряда) (г. Рязань);
  - 62-я военная автомобильная инспекция (территориальная, 2 разряда) (г. Смоленск);
  - 69-я военная автомобильная инспекция (территориальная, 1 разряда) (г. Тамбов);
  - 71-я военная автомобильная инспекция (территориальная, 2 разряда) (г. Тула);
  - 85-я военная автомобильная инспекция (территориальная, 2 разряда) (г. Ярославль);
  - 91-я военная автомобильная инспекция (территориальная, 1 разряда) (г. Иваново);
  - 93-я военная автомобильная инспекция (территориальная, 2 разряда) (г. Брянск);
  - 95-я военная автомобильная инспекция (территориальная, 2 разряда) (г. Белгород);
  - 101-я военная автомобильная инспекция (территориальная, 1 разряда) (г. Балашиха, Московской области);
  - 102-я военная автомобильная инспекция (территориальная, 1 разряда) (г. Солнечногорск, Московской области);
  - 109-я военная автомобильная инспекция (территориальная, 1 разряда) (г. Чехов, Московской области);
  - 110-я военная автомобильная инспекция (территориальная, 2 разряда) (г. Липецк);
  - 165-я военная автомобильная инспекция (территориальная, 1 разряда) (г. Сертолово, Ленинградской области);
  - 260-я военная автомобильная инспекция (территориальная, 2 разряда) (г. Черняховск, Калининградской области);
  - 261-я военная автомобильная инспекция (территориальная, 2 разряда) (г. Балтийск, Калининградской области);
  - 262-я военная автомобильная инспекция (территориальная, 1 разряда) (г. Калининград).

## Командование Западного военного округа
Командующий войсками округа

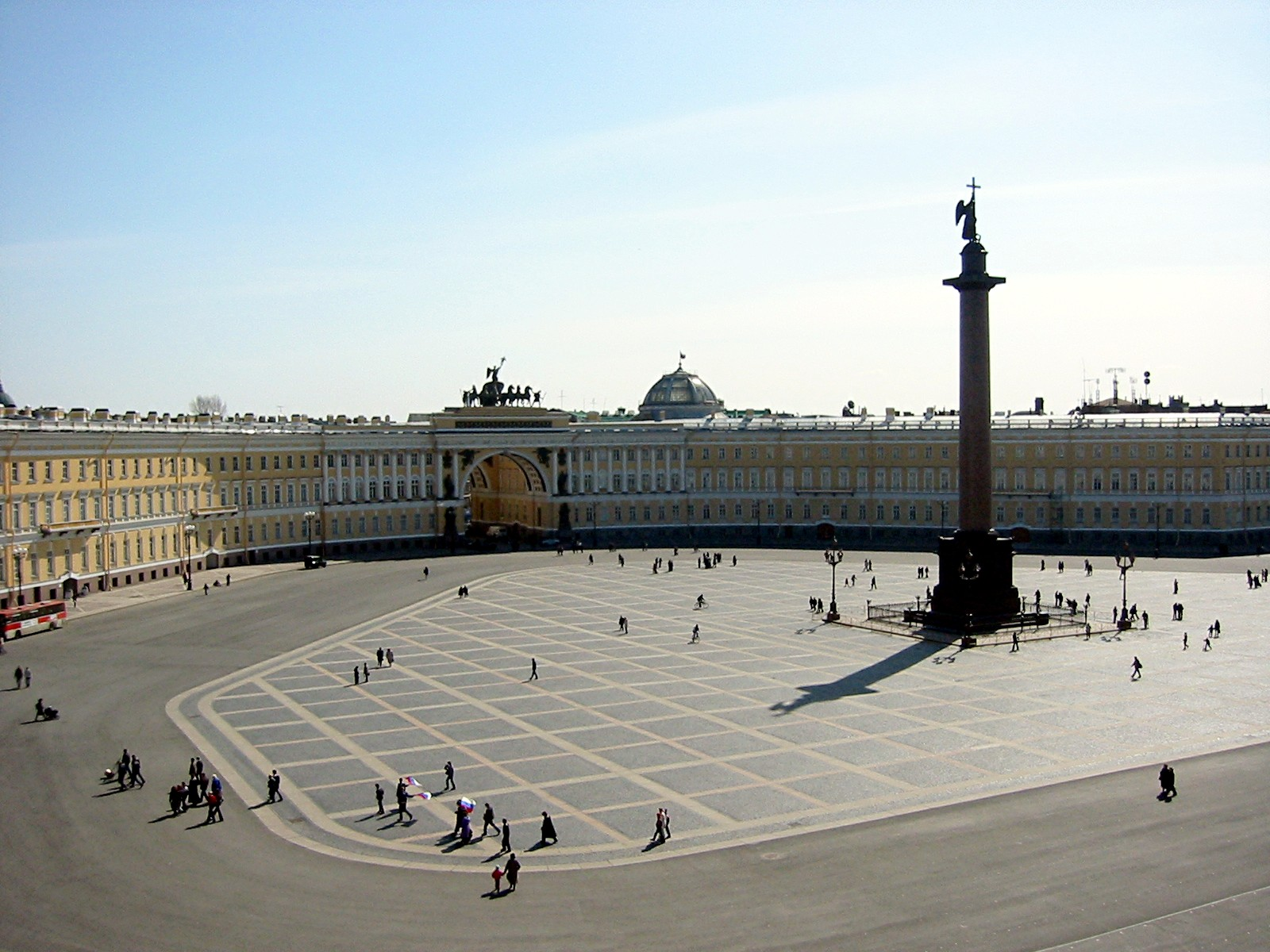
Штаб ОСК «Запад» на Дворцовой площади Санкт-Петербурга

- Генерал-полковник А. В. Бахин — с 28 октября 2010 года[17] по 9 ноября 2012 года[18].
- Генерал-полковник А. А. Сидоров — с 24 декабря 2012 года по 10 ноября 2015 года[19]
- Генерал-полковник А. В. Картаполов — с 10 ноября 2015 года по 19 декабря 2016 года.
- Генерал-лейтенант В. Б. Астапов — с 19 декабря 2016 года по апрель 2017 года (временно исполняющий обязанности).
- Генерал-полковник А. В. Картаполов — с апреля 2017 года по 30 июля 2018 года.
- Генерал-лейтенант В. Б. Астапов — с 30 июля по ноябрь 2018 года (временно исполняющий обязанности по должности).
- Генерал-полковник А. А. Журавлёв — с ноября 2018 года по 28 сентября 2022[20][21].
- Генерал-лейтенант Р. Б. Бердников с 28 сентября по 13 декабря 2022[21][22].
- Генерал-полковник С. Ю. Кузовлев с 13 декабря по 26 декабря 2022[23][24].
- Генерал-полковник Е. В. Никифоров с 26 декабря 2022[25][26].

Начальник штаба — первый заместитель командующего
- Адмирал Н. М. Максимов — с 28 октября 2010 года по октябрь 2012 года[27].
- Генерал-лейтенант А. В. Картаполов — с декабря 2012 года по июнь 2014 года.
- Генерал-лейтенант В. Б. Астапов — с 21 июня 2014 года по февраль 2019 года.
- Генерал-лейтенант А. В. Завизьон — с февраль 2019 года.